# Zuniceratops
Zuniceratops (Zuniceratops christopheri) to niewielki marginocefal, którego nazwa znaczy tyle co rogata twarz Zuni. Nazwa rodzajowa tego zwierzęcia pochodzi od Zuni - indiańskiego plemienia zamieszkującego okolice Nowego Meksyku a epitet gatunkowy honoruje Christophera Jamesa Wolfe'a - ośmioletniego odkrywcę zuniceratopsa. Występował on w środkowym turonie ok. 92-90 mln lat temu (późna kreda) na terenach Nowego Meksyku (USA). Żył on wcześniej niż bardziej znane północnoamerykańskie neoceratopsy jak triceratops i rzuca nowe światło na ich pochodzenia. Zuniceratops był stosunkowo niewielkim ceratopsem - osiągał 3-3,5 m długości i do 1 m wysokości w biodrach. Posiadał on wprawdzie kryzę, ale kości ją podtrzymującego nie były jeszcze rozwinięte. Zuniceratops jest najstarszym znanym amerykańskim ceratopsem i zarazem najstarszym przedstawicielem tego kladu posiadającym rogi brwiowe. Jego odkrycie rzuca nowe światło na pochodzenie północnoamerykańskich ceratopsów.

## Odkrycie
Zuniceratops został odkryty w 1996 r. przez Christophera Jamesa Wolfe'a - ośmioletniego syna paleontologa  Douglas G. Wolfe w formacji Moreno Hills w Nowym Meksyku. Znane są szczątki kilku osobników tego rodzaju wliczając w to części czaszki oraz pozaczaszkowe elementy jak kręgi ogonowe, kości kończyn przednich i tylnych, kości miednicy. Opisany w 1998 przez Kirklanda i Wolfe'a.

## Klasyfikacja
Zuniceratops reprezentuje pośredni etap w ewolucji ceratopsów między prymitywnymi ceratopsami jak protoceratops, a dużymi północnoamerykańskimi przedstawicielami Ceratopsidae. Jest on dowodem, na północnoamerykańskie pochodzenie ceratopsów.
Pierwsze odkryte skamieliny zuniceratopsa miały zęby z pojedynczemi korzonkami (nietypowe dla ceratopsów), ale później znalezione zęby zuniceratopsa miały już dwa korzonki jak u innych ceratopsów. Dowodzi to, że zęby ceratopsów stawały się dwukorzonkowe z wiekiem. Zuniceratops był najprawdopodobniej towarzyskim, zwierzęciem stadnym. W 1997 Douglas G. Wolfe użył nazwy Zuniceratops christopheri w piśmie ,,Geotimes", jednak do czasu publikacji opisu miała ona status nomen nudum - czyli ,,nazwy gołej" bez formalnego opisu. Analizy przeprowadzone przez Kirklanda i Wolfe'a wykazały, że zuniceratops jest taksonem siostrzanym dla nowej nienazwanej grupy ceratopsów tworzonej przez azjatyckiego turanoceratopsa i rodzinę Ceratopsidae oraz najbardziej prymitywnym członkiem innej, nowej grupy ceratopsów którą Kirkland i Wolfe nazwali Ceratopsomorpha.

## Zuniceratops w kulturze masowej
Zuniceratops występuje w serialu Wędrówki dinozaurów (When Dinosaurs Roamed America) emitowanym w Polsce na Discovery HD.